# Tunkinskij rajon
Il Tunkinskij rajon (in russo Тункинский район?) è un municipal'nyj rajon della Repubblica autonoma di Buriazia, nella Siberia. Istituito nel 1923, occupa una superficie di 11.800 chilometri quadrati, ospita una popolazione di circa 22.793 abitanti ed ha come capoluogo Kyren.